# Cicadellini
Los cicadelinos (Cicadellini) son una tribu de hemípteros auquenorrincos de la familia Cicadellidae. Tiene los siguientes géneros.

## Géneros
- Acrulogonia - Agrosoma - Aguahua - Aguana - Aguatala - Albiniana - Allogonia - Allonolla - Alocha - Ambigonalia - Amblyscarta - Amblyscartidia - Amphigonalia - Apogonalia - Apulia - Aurogonalia - Backhoffella - Balacha - Baleja - Barbinolla - Begonalia - Beirneola - Borogonalia - Bubacua - Bucephalogonia - Caldwelliola - Camaija - Campecha - Caragonalia - Cardioscarta - Caribovia - Carneocephala - Catagonalia - Cephalogonalia - Chichahua - Chlorogonalia - Cibra - Cicadella - Ciminius - Cinerogonalia - Clypelliana - Coronigonalia - Coronigoniella - Crossogonalia - Cubrasa - Cuitlana - Cyclogonia - Dasmeusa - Derogonia - Diedrocephala - Dilobopterus - Draeculacephala - Ehagua - Eldarbala - Erythrogonia - Exogonia - Ferrariana - Fingeriana - Fonsecaiulus - Fusigonalia - Geitogonalia - Gorgonalia - Graphocephala - Graphogonalia - Hadria - Hanshumba - Helocharina - Hortensia - Inuyana - Iragua - Isogonalia - Jakrama - Janastana - Jeepiulus - Jozima - Juliaca - Kapateira - Kogigonalia - Ladoffa - Laneola - Lautereria - Lebaja - Lissoscarta - Macugonalia - Macunolla - Manzutus - Mareja - Medlerola - Mesogonia - Miarogonalia - Microgoniella - Mucrometopia - Naltaca - Nannogonalia - Neiva - Nielsonia - Oeogonalia - Onega - Oragua - Orechona - Ortega - Pachitea - Paliagonalia - Pamplona - Pamplonoidea - Paracatua - Patathona - Paratubana - Parinaeota - Paromenia - Pawiloma - Pegogonia - Platygonia - Plerogonalia - Plesiommata - Plummerella - Poeciloscarta - Punahuana - Ramosulus - Rhophlogonia - Rotigonalia - Ruppeliana - Sailerana - Schildola - Schistogonalia - Scopogonalia - Scoposcartula - Segonalia - Selvitsa - Serpa - Sibovia - Sisimitalia - Sonesimia - Soosiulus - Sphaeropogonia - Spinagonalia - Stehlikiana - Stephanolla - Subrasaca - Syncharina - Tacora - Tahuempa - Tantogonalia - Teleogonia - Tettisama - Tettiselva - Tipuana - Tlagonalia - Torresabela - Tortigonalia - Trachygonalia - Trichogonia - Tubiga - Tylozygus - Uperogonia - Versigonalia - Vidanoana - Willeiana - Wolfniana - Xenogonalia - Zaruma[2]